# Аббакумовский сельсовет
Аббакумовский сельсовет — упразднённая низшая административно-территориальная единица и в постсоветское время сельское поселение в составе Гусь-Хрустального района Владимирской области России.
Существовал в 1929—2005 годах. Ныне территория муниципального образования «Посёлок Уршельский».
Административный центр — деревня Аббакумово.

## История
В 1954 году объединены Аббакумовский и Островский сельсоветы в Аббакумовский.
Упразднён 25 мая 2005 года в соответствии с Закон Владимирской области № 69-ОЗ. На момент упразднения в сельсовет входили: деревни Аббакумово, Василёво, Дёмино, Заболотье, Избищи, Нармуч, Острова, Савинская, Синцово, Сулово, Тихоново, Труфаново, Ягодино, посёлки Тасино, Тасинский, Тасинский Бор, село Эрлекс.

## Состав сельского поселения
| №  | Населённый пункт | Тип населённого пункта          | Население |
| -- | ---------------- | ------------------------------- | --------- |
| 1  | Аббакумово       | деревня, административный центр | →117      |
| 2  | Василёво         | деревня                         | ↘3        |
| 3  | Дёмино           | деревня                         | ↗22       |
| 4  | Заболотье        | деревня                         | ↘104      |
| 5  | Избищи           | деревня                         | ↘6        |
| 6  | Нармуч           | деревня                         | ↗81       |
| 7  | Острова          | деревня                         | ↗39       |
| 8  | Савинская        | деревня                         | ↘16       |
| 9  | Синцово          | деревня                         | ↘14       |
| 10 | Сулово           | деревня                         | ↘1        |
| 11 | Тасино           | посёлок                         | ↗21       |
| 12 | Тасинский        | посёлок                         | ↘401      |
| 13 | Тасинский Бор    | посёлок                         | ↘263      |
| 14 | Тихоново         | деревня                         | ↘102      |
| 15 | Труфаново        | деревня                         | ↘100      |
| 16 | Эрлекс           | село                            | ↘1        |
| 17 | Ягодино          | деревня                         | ↗14       |

### Упразднённые населённые пункты
- Васильевский — упразднённый в 1981 году посёлок.
- Фёдоровский — упразднённый в 1974 году посёлок.